# Tuulna
Tuulna är en ort i Estland. Den ligger i Keila kommun och landskapet Harjumaa, i den västra delen av landet, 29 km väster om huvudstaden Tallinn. Tuulna ligger 23 meter över havet och antalet invånare är 123.
Terrängen runt Tuulna är mycket platt. En vik av havet är nära Tuulna åt nordväst. Runt Tuulna är det ganska glesbefolkat, med 39 invånare per kvadratkilometer. Närmaste större samhälle är Keila, 8,5 km öster om Tuulna. Omgivningarna runt Tuulna är en mosaik av jordbruksmark och naturlig växtlighet.